# Афгано-китайская граница
Афгано-китайская граница (дари مرز افغانستان و چین, пушту د افغانستان - چین پوله‎; кит. трад. 中國—阿富汗邊界, упр. 中国—阿富汗边界, пиньинь Zhōngguó — Āfùhàn biānjiè) — государственная граница между Афганистаном и Китаем общей длиной 91 км. Это самая короткая граница как Афганистана, так и Китая. На границе отмечается самая большая разница в часовых поясах на Земле: между афганским UTC+4:30 и китайским UTC+08:00 различие во времени составляет 3,5 часа.

## История
Современная граница проходит вдоль одной из дорог Великого Шёлкового пути. Считается, что знаменитый китайский буддийский монах, учёный, философ, путешественник и переводчик времён династии Тан Сюаньцзан прошёл этим перевалом около 649 года н. э на обратном пути в Китай из Индии, привезя с собой в Чанъань 657 текстов буддийского канона Трипитаки на санскрите.
Граница между Афганистаном и Китаем была установлена по соглашению между Великобританией и Российской империей в 1895 году в рамках Большой игры, хотя стороны окончательно договорились о границе только в 1963 году. Королевство Афганистан и Китайская Народная Республика демаркировали границу в 1963 году.
С середины XX века главный перевал, Южный Вахджирдаван, и в особенности, Ваханский коридор, иногда используется в качестве маршрута контрабанды, в первую очередь наркотиков-опиатов, произведённых в Афганистане, в Китай. В 2000-х годах Афганистан неоднократно просил Китай открыть границу в Ваханском коридоре по экономическим причинам, также предлагая его в качестве альтернативного маршрута поставок вооружения для борьбы с международными террористическими организациями, в особенности, с Талибаном. Однако Китай сопротивляется, в основном из-за опасений импорта нестабильности и опасений кризиса из-за возможного наплыва беженцев из Афганистана.
В декабре 2009 года сообщалось, что США в лице Госдепартамента, обратились к Китаю с просьбой открыть коридор. Предложения и планы правительства округа Кашгар открыть перевал Тегермансу в качестве порта для въезда в страну в экономических целях выдвигались с 1990-х гг. Однако этого до сих пор не произошло.

## Географическое положение
Граница пролегает на крайнем северо-востоке Афганистана, вдали от большей части страны или городских районов в обеих странах, в конце длинного и узкого Ваханского коридора. Китайская сторона границы находится в долине Чалачигу. Границу пересекают несколько горных перевалов, в том числе перевал Вахджир на юге и перевал Тегермансу на севере. Начинается в тройном пограничном стыке границ обеих стран с пакистанской территорией федерального управления Гилгит-Балтистан, идущая по водоразделу вдоль хребта Мустаг и заканчивающаяся в точке пересечения с Таджикистаном.
По обе стороны границы находятся особо охраняемые природные территории: Национальный парк Вахан в округе Вахан провинции Бадахшан с афганской стороны и заповедник Такскорган в Такскорганском таджикском автономном уезде округа Кашгар Синьцзян-Уйгурского автономного района с китайской стороны.
Граница между Афганистаном и Китаем начинается на юге, в точке пересечения двух стран и Гилгит-Балтистана, кашмирского региона, находящегося под управлением Пакистана. Двигаясь на север, она проходит по водоразделу через хребет Мустаг и заканчивается в трех точках с Таджикистаном.
Статья 1 Договора о границе 1963 года описывает афгано-китайскую границу, начиная с её южной части:
Начиная с вершины высотой 5630 метров, исходные координаты которой приблизительно 37 градусов 03 минуты северной широты, 74 градуса 36 минут восточной долготы в южной оконечности, линия границы между двумя странами проходит по водоразделу хребта Мустаг между рекой Карачукур Су, притоком реки Ташкурган, с одной стороны, и истоками рек Аксу и Вахджир, верховьями реки Вахан, с другой стороны, проходя через Южный Вахджир-Дабан (на афганской карте называется перевал Вахджир) на высоте 4 923 метра, Северный Вахджир-Дабан (назван только на китайской карте), Западный Кокторок-Дабан (назван только на китайской карте), Восточный Кокторок Дабан (на карте Афганистана называется перевал Кара Джилга), Ток Ман Су Дабан (на карте Афганистана называется перевал Михман Йоли), Сирик Таш Дабан (название только на китайской карте), Кокраш Кол Дабан (на карте Афганистана называется перевал Тигарман Су) и достигает пика Кокраш Кол (на карте Афганистана называется пик Повало Швейковского) с высотой 5 698 метров.
Северная точка границы находится в пограничном стыке Афганистан-Китай-Таджикистан на пике Повало-Швейковского (кит. трад. 波萬洛什維科夫斯基峰, упр. 波万洛什维科夫斯基峰, пиньинь Bōwànluò Shíwéikēfūsījī Fēng) / пике Кокраш-Кол или Кекелаккаоле (кит. 克克拉去考勒峰, пиньинь Kèkèlāqùkǎolè Fēng), — самой восточной точке Афганистана.

## Пограничные переходы
Исторически основным пунктом пересечения границы между двумя сторонами был перевал Вахджир. Перевал Вахджир используется по меньшей мере тысячелетие со времен Шёлкового пути. Помимо перевала Вахджир, существует также перевал Тегермансу, расположенный на крайнем восточном конце Малого Памира. Перевалы закрыты для пересечения, так как долина Чалачигу, расположенная на китайской стороне, закрыта для посещения, однако местным жителям и пастухам из этого района разрешён доступ в порядке исключения.

## Исторические карты
Ниже представлены англоязычные карты пограничной зоны границы Афганистана и Китая.

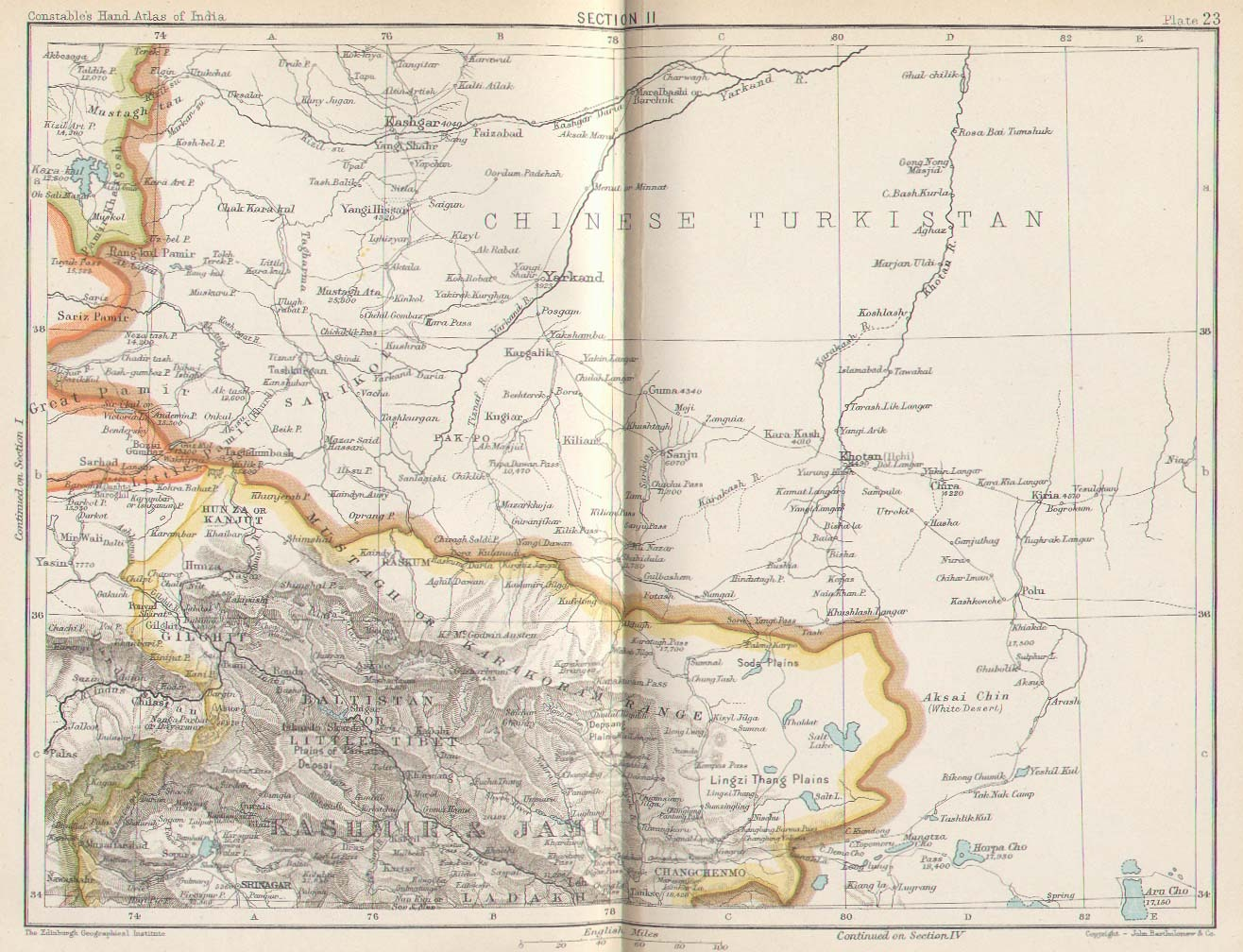
Карта границы (1893)
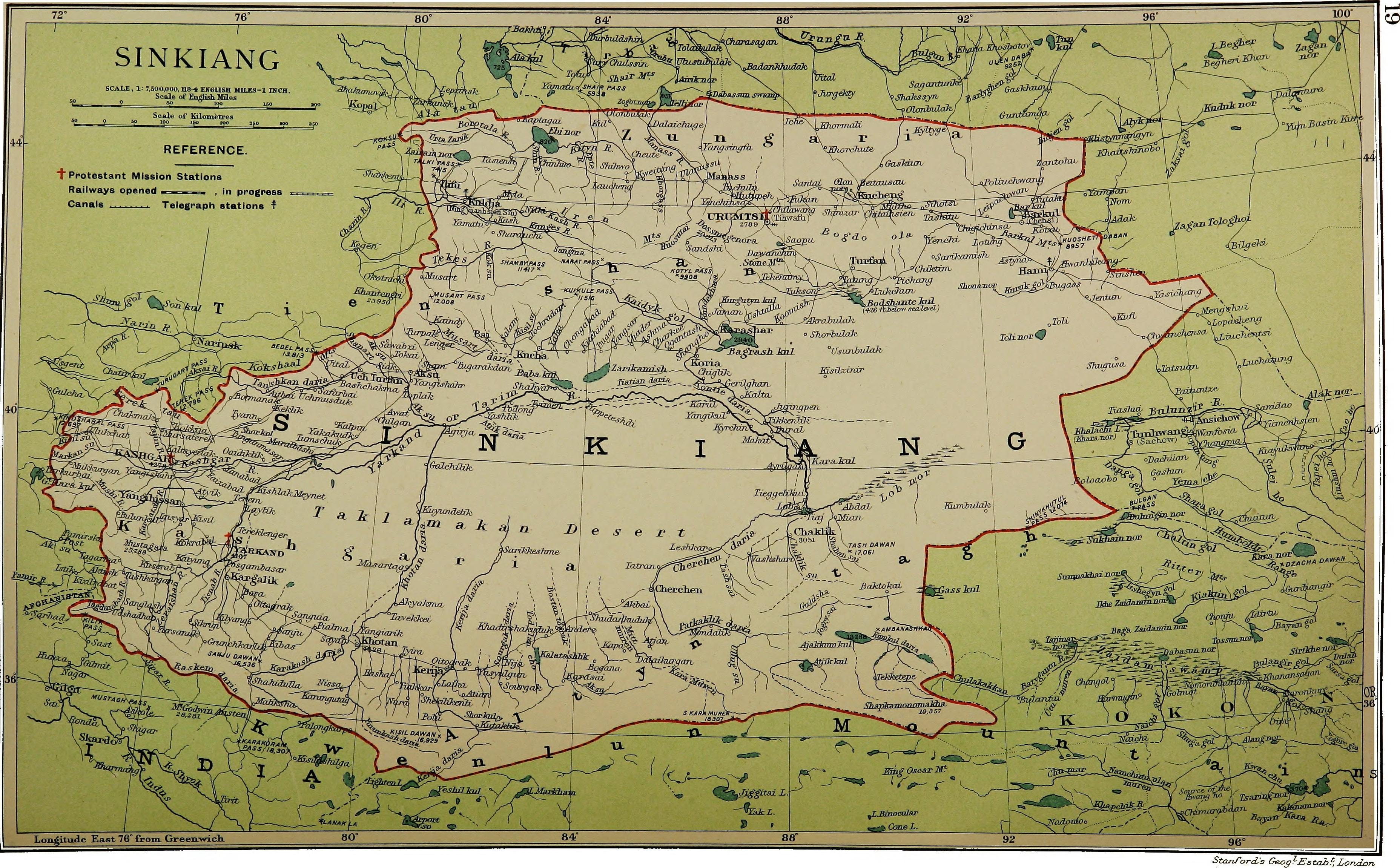
Карта Синцзяна (1917)
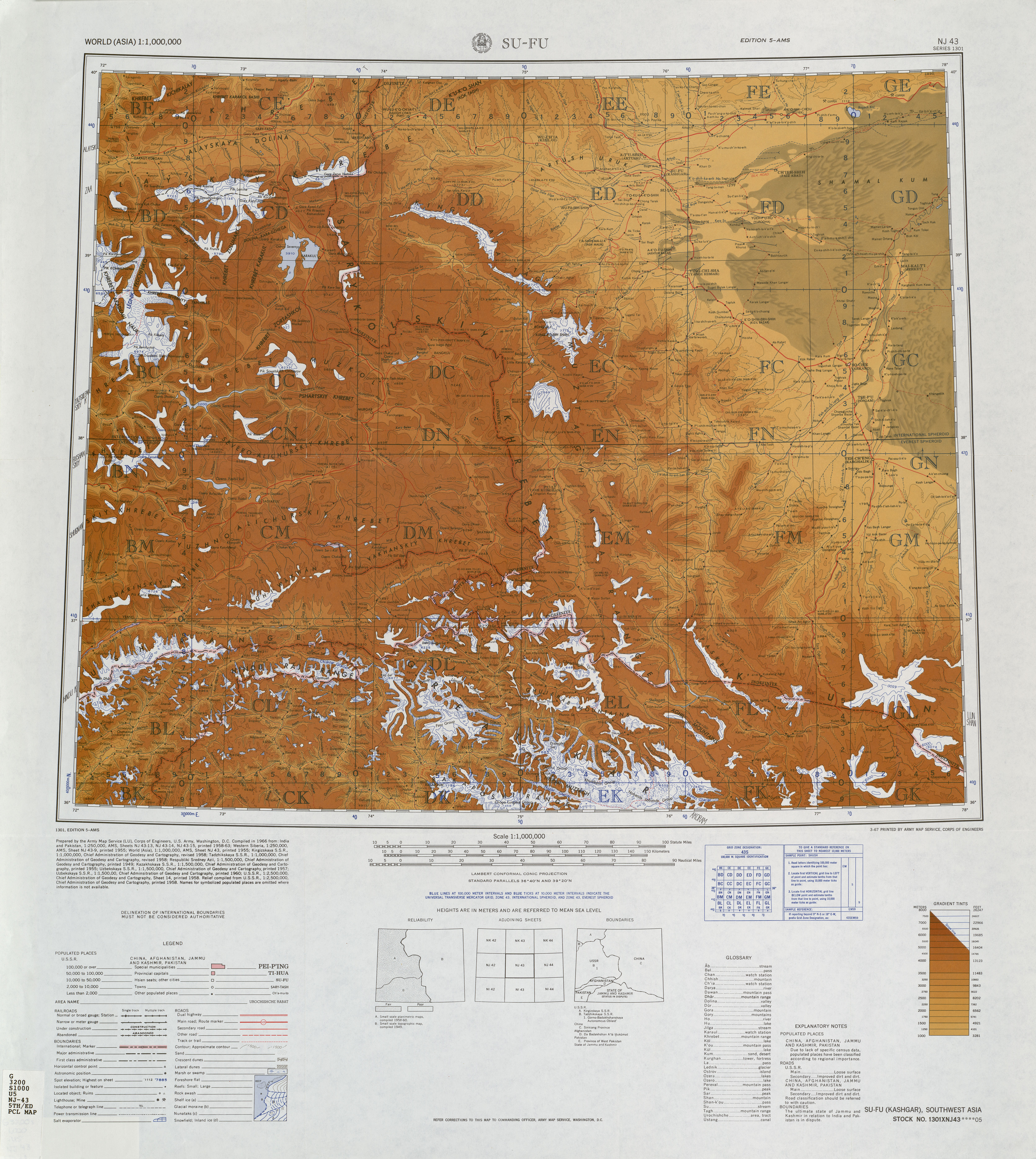
Международная карта мира (1966)[a]
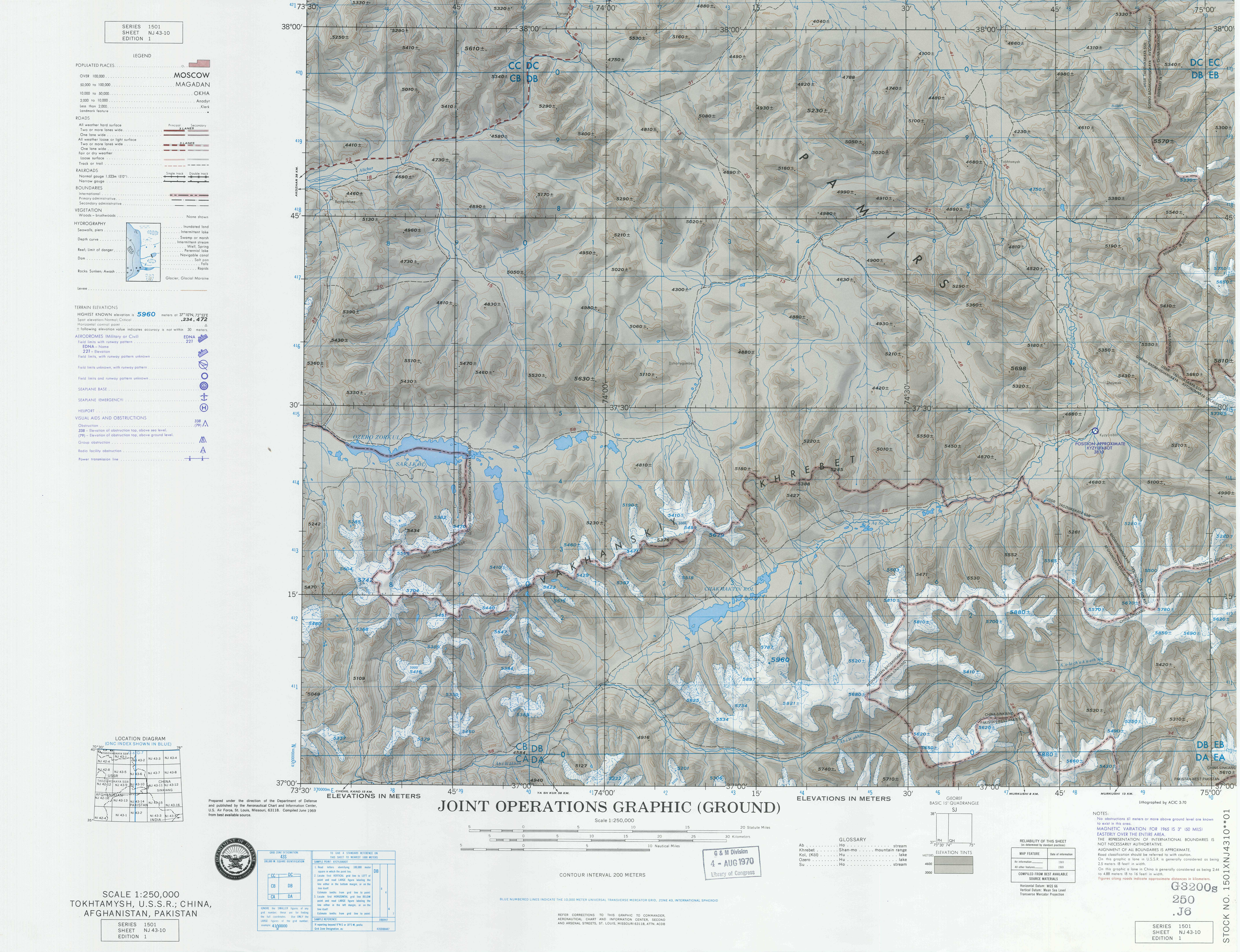
Топографическая карта 1969 года
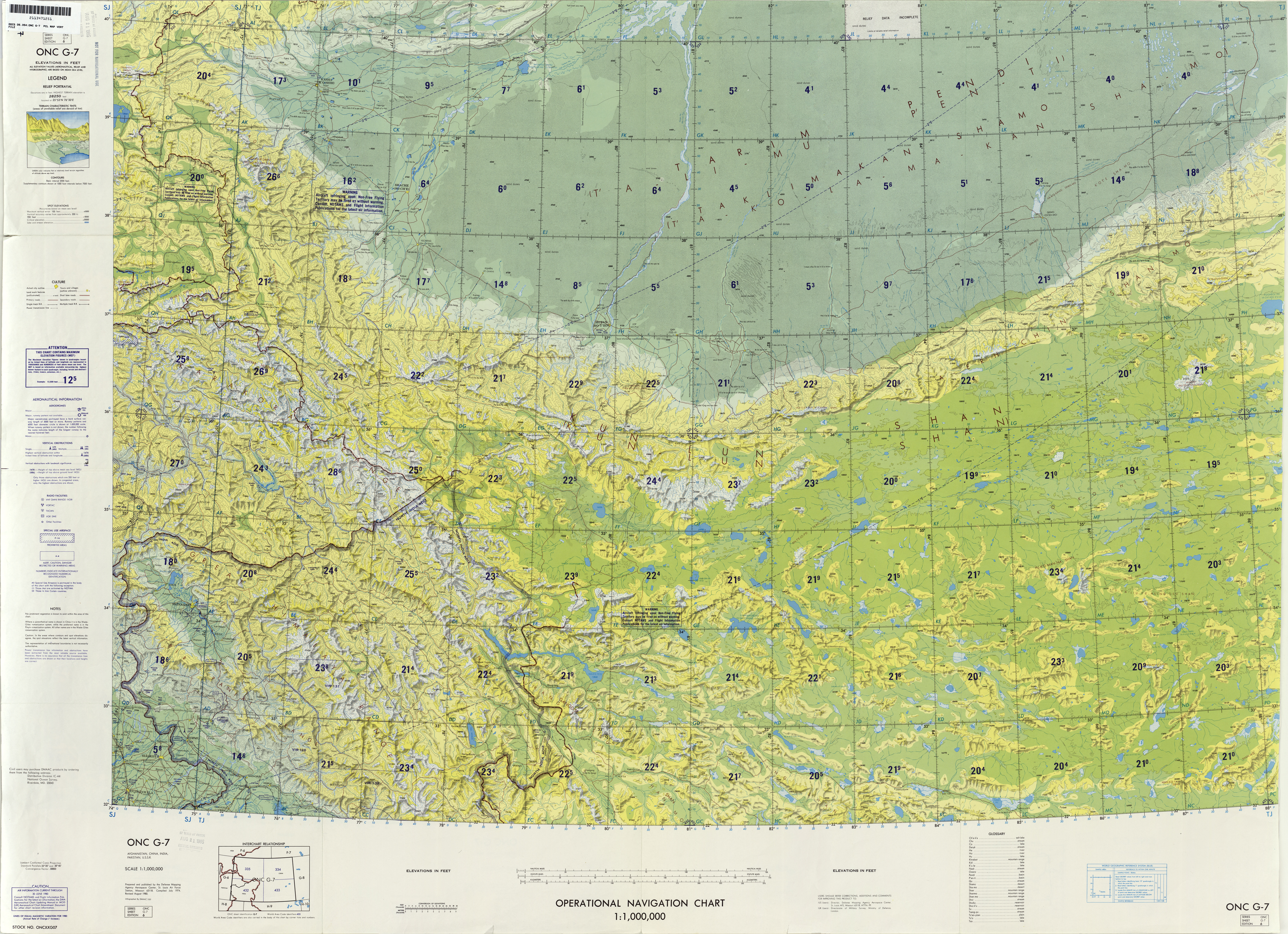
Граница (DMA, 1980)[b]
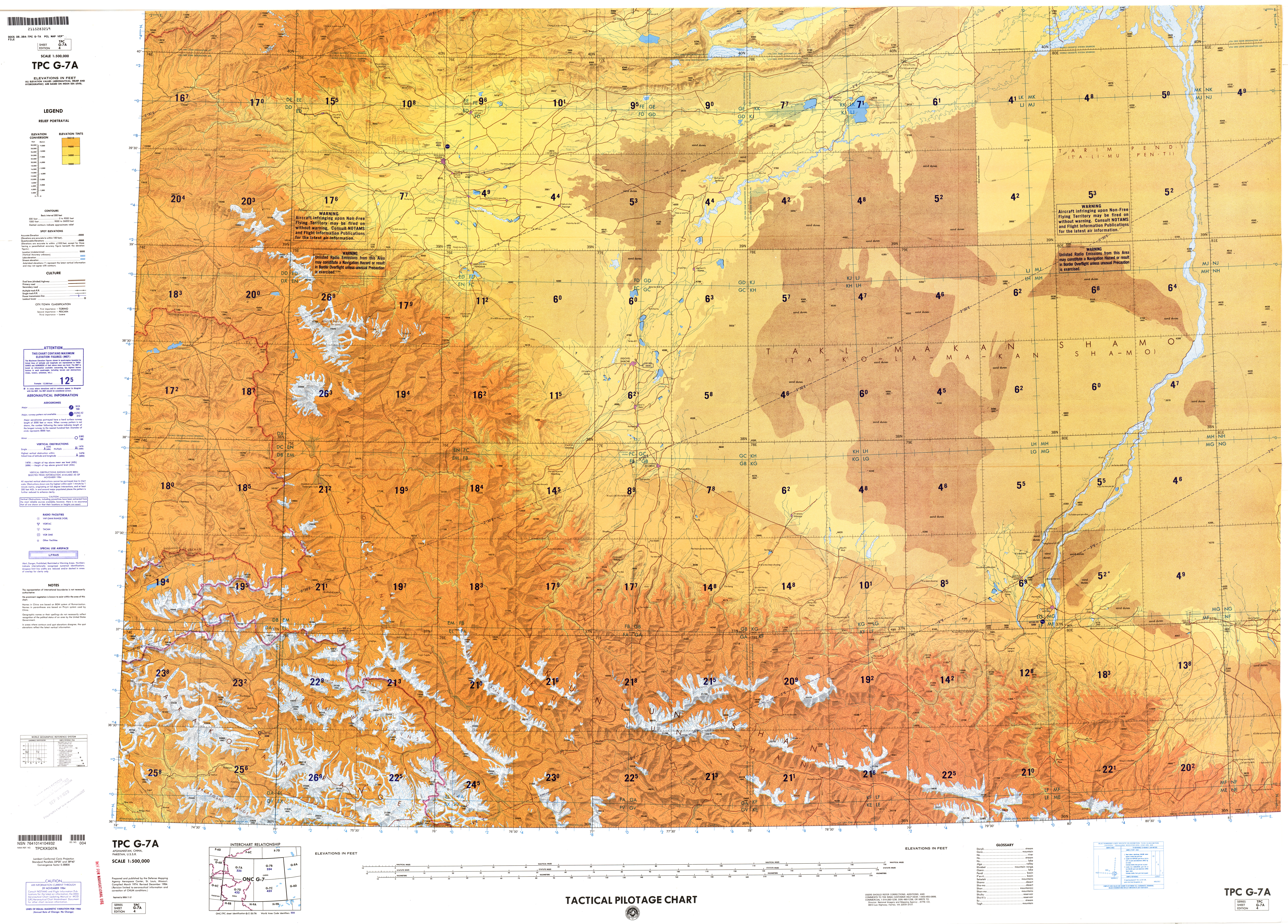
Пограничное плато (DMA, 1984)[c]
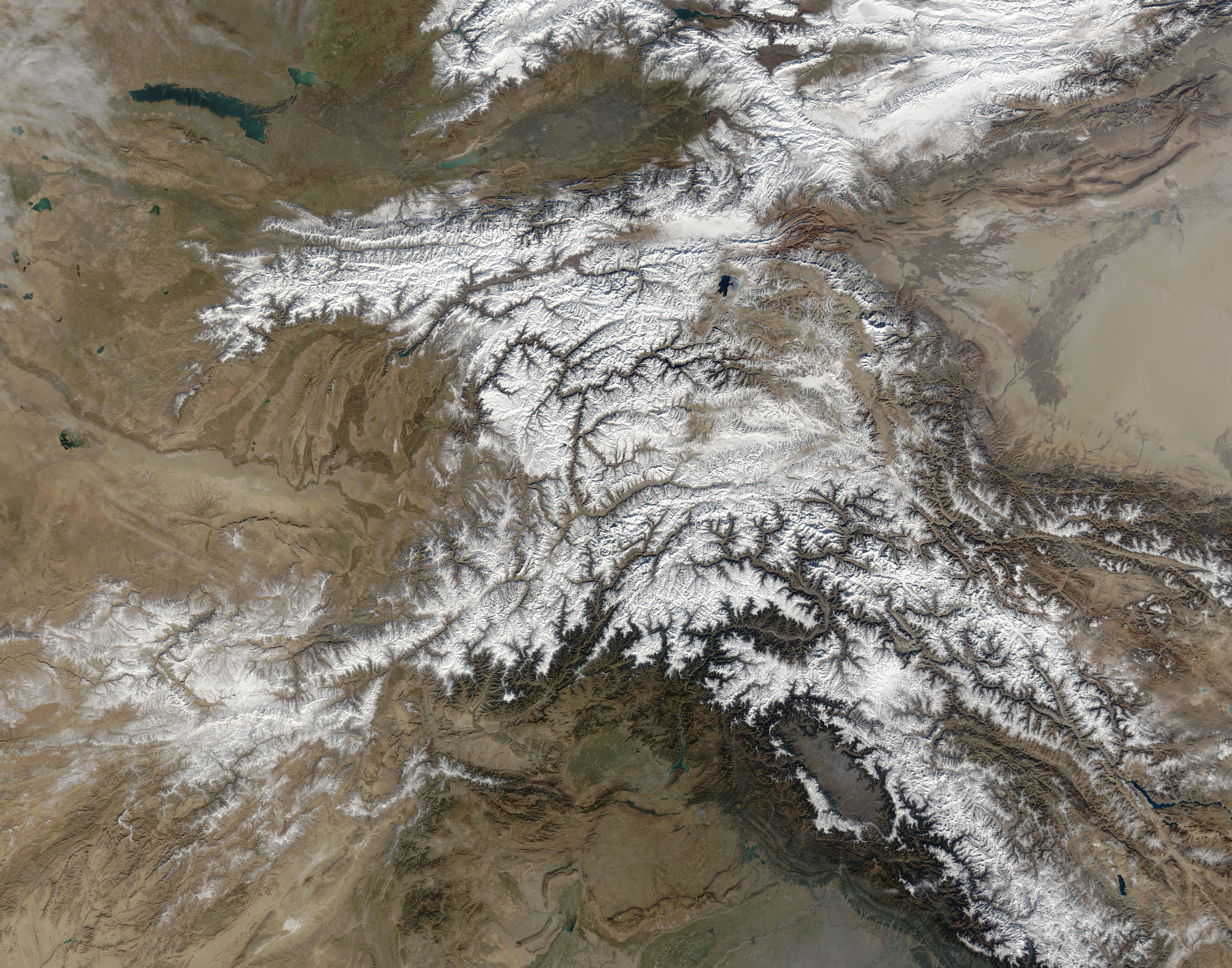
Спутниковый снимок Гиндукуша зимой
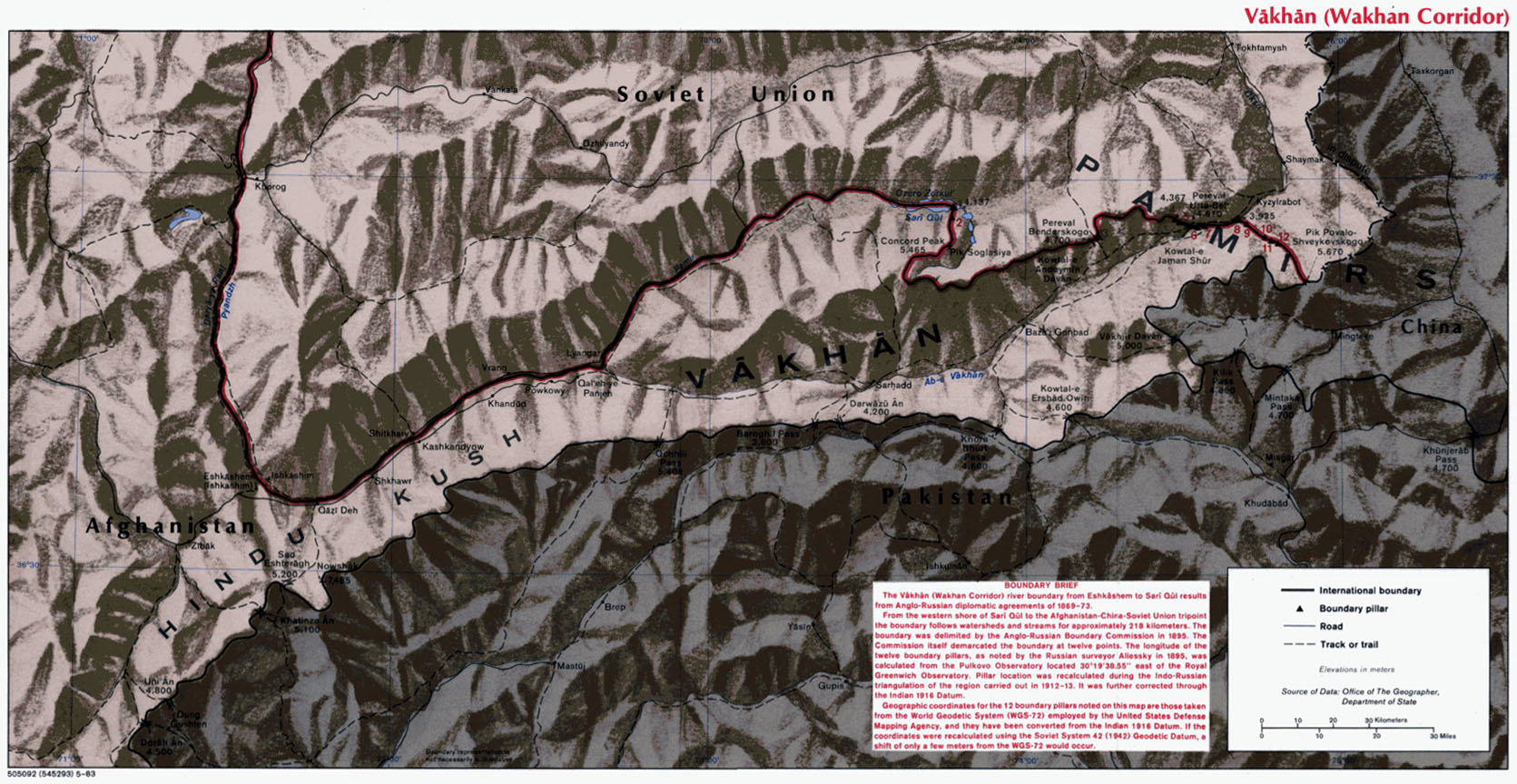
Ваханский коридор с указанием пролегания границы
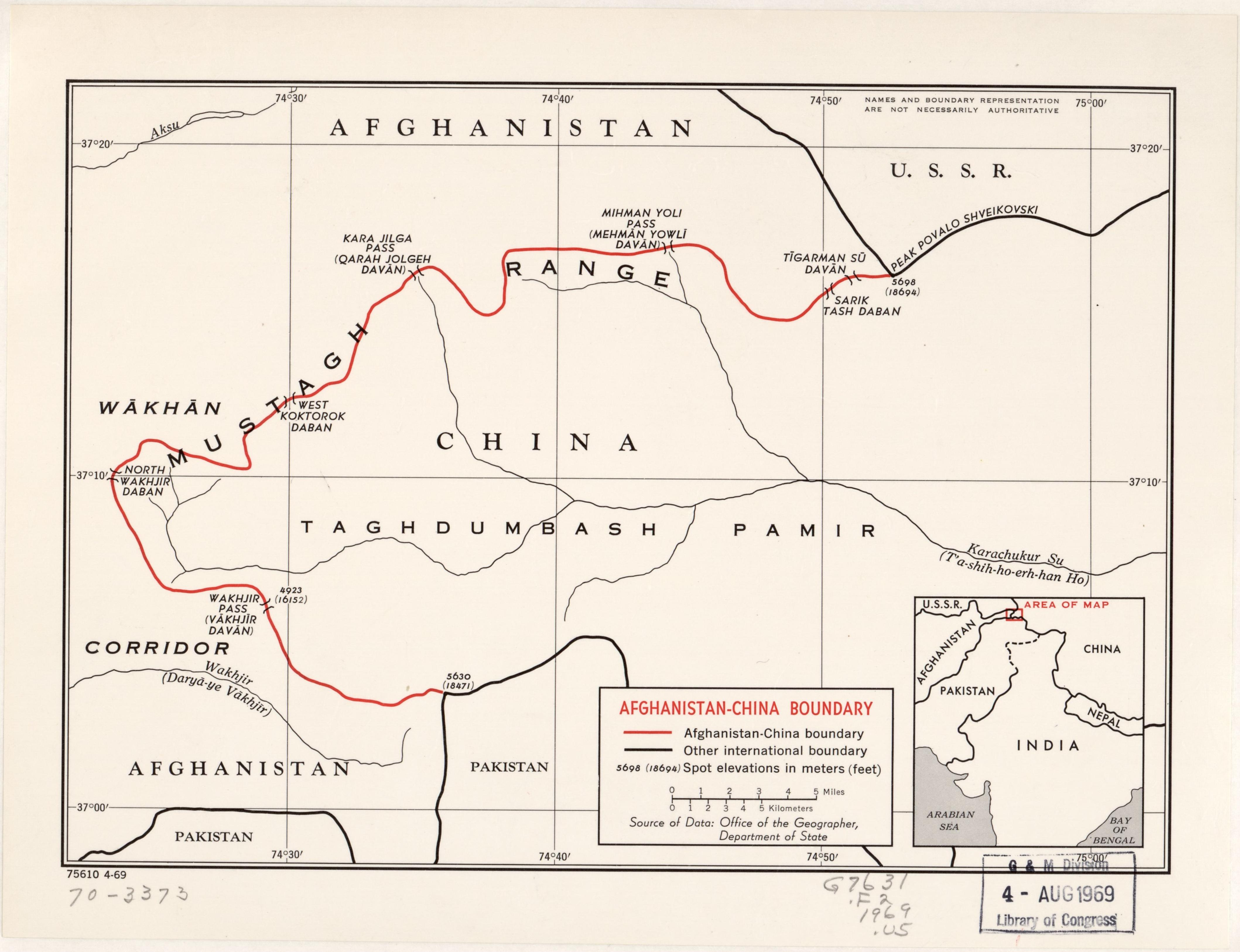
Карта урегулированной границы, 1964 год

1. ↑  From map: "DELINEATION OF INTERNATIONAL BOUNDARIES MUST NOT BE CONSIDERED AUTHORITATIVE"
2. ↑  From map: "The representation of international boundaries is not necessarily authoritative."
3. ↑  From map: "The representation of international boundaries is not necessarily authoritative"